# Podabrus obscuripes
Podabrus obscuripes är en skalbaggsart som beskrevs av J. Sahlberg 1871. Podabrus obscuripes ingår i släktet Podabrus, och familjen flugbaggar. Arten är reproducerande i Sverige.